# Hamulka
Hamulka [pronunciación en polaco: /xaˈmulka/] es un pueblo en el distrito administrativo de Gmina Dąbrowa Białostocka, dentro del Distrito de Sokółka, Voivodato de Podlaquia, en el noreste de Polonia.